# المقرانة (حفاش)

تعديل مصدري - تعديل

المقرانة هي إحدى قرى عزلة بني مأمون بمديرية حفاش التابعة لمحافظة المحويت، بلغ تعداد سكانها 317 نسمة حسب تعداد اليمن لعام 2004.